# Valentín Gazo
Valentín Gazo Álvarez (Belén, 16 de diciembre de 1943) es un exárbitro de fútbol nicaragüense.

## Trayectoria
Comenzó en su carrera en la Primera División de Nicaragua en 1961, pero fue hasta 1967 que fue nombrado internacional y su primer torneo fue el Preolímpico de Concacaf de 1968.
Más tarde, estuvo en Juegos Panamericanos de Ciudad de México 1975. Su último año como árbitro fue en Torneo Sub-20 de la Concacaf 1982.